# Sphacelotheca consueta
Sphacelotheca consueta är en svampart som beskrevs av Syd. 1939. Sphacelotheca consueta ingår i släktet Sphacelotheca och familjen Microbotryaceae.   Inga underarter finns listade i Catalogue of Life.